# 불가쟁력
불가쟁력(不可爭力)이라 함은 행정행위의 상대방이나 기타 관계인이 행정행위의 효력을 더 이상 다툴 수 없게 하는 구속력을 말한다. 행정행위의 형식적 존속력이라고도 한다. 즉, 행정행위의 효력을 다툴 수 있는 쟁송제기기간이 경과한 경우에는 행정행위의 상대방이나 이해관계인은 그 행정행위를 더 이상 다툴 수 없다. 행정처분에 불가쟁력이 발생한 경우, 행정청은 직권으로 이를 취소·철회할 수 있지만 국민에게는 특별한 사정이 없는 한, 당해 행정처분의 취소․철회를 구할 신청권이 인정되지 않는다. 불가쟁력이라도 행정행위가 적법이 되지 않으며 국가배상이 가능하다.

## 판례
- 행정처분에 불가쟁력이 발생한 경우, 행정청은 직권으로 이를 취소, 철회할 수 있지만 국민에게는 특별한 사정이 없는 한, 당해 행정처분의 취소, 철회를 구할 신청권이 인정되지 않는다[1]

## 같이 보기
- 기판력
- 불가변력

## 참고 문헌
- 김철용, 행정법 2(김철용)(제5판), 박영사. (ISBN 9788910513230)